# 中華・バリカ
バリカ（中国語: 威利; 拼音: Weili; 英語: Varica）は台湾の中華汽車が開発し、1988年から2007年まで製造・販売していた商用トラック/バン及びMPVである。
また、この項目では先代にあたる中華・百利についても併せて記述する。

## 概要
当時14億台湾ドルをかけ中華汽車の親会社にあたる裕隆汽車が2代目百利をベースに威利を設計した。販売から3年で6万台以上を販売し80%の市場シェアを獲得した。台湾で開発・製造された最初の商用車となる。

## 初代 百利（1978年 - 1984年）
初代百利（拼音：Baili）は1978年から販売を開始した。3代目ミニキャブを中華汽車が現地生産したモデルである。中華汽車のバッジを付けた初の商用車である。メンテナンスが容易で故障も少ないため非常に人気があり、三富汽車の小霸王に対抗して販売された。2G23型または2G24型のエンジンを搭載している。

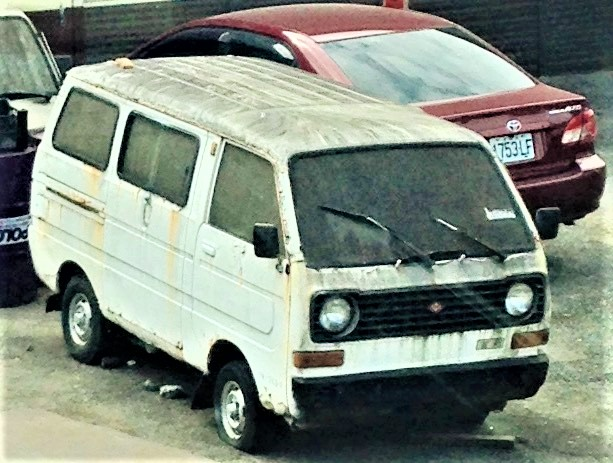
初代 百利バン
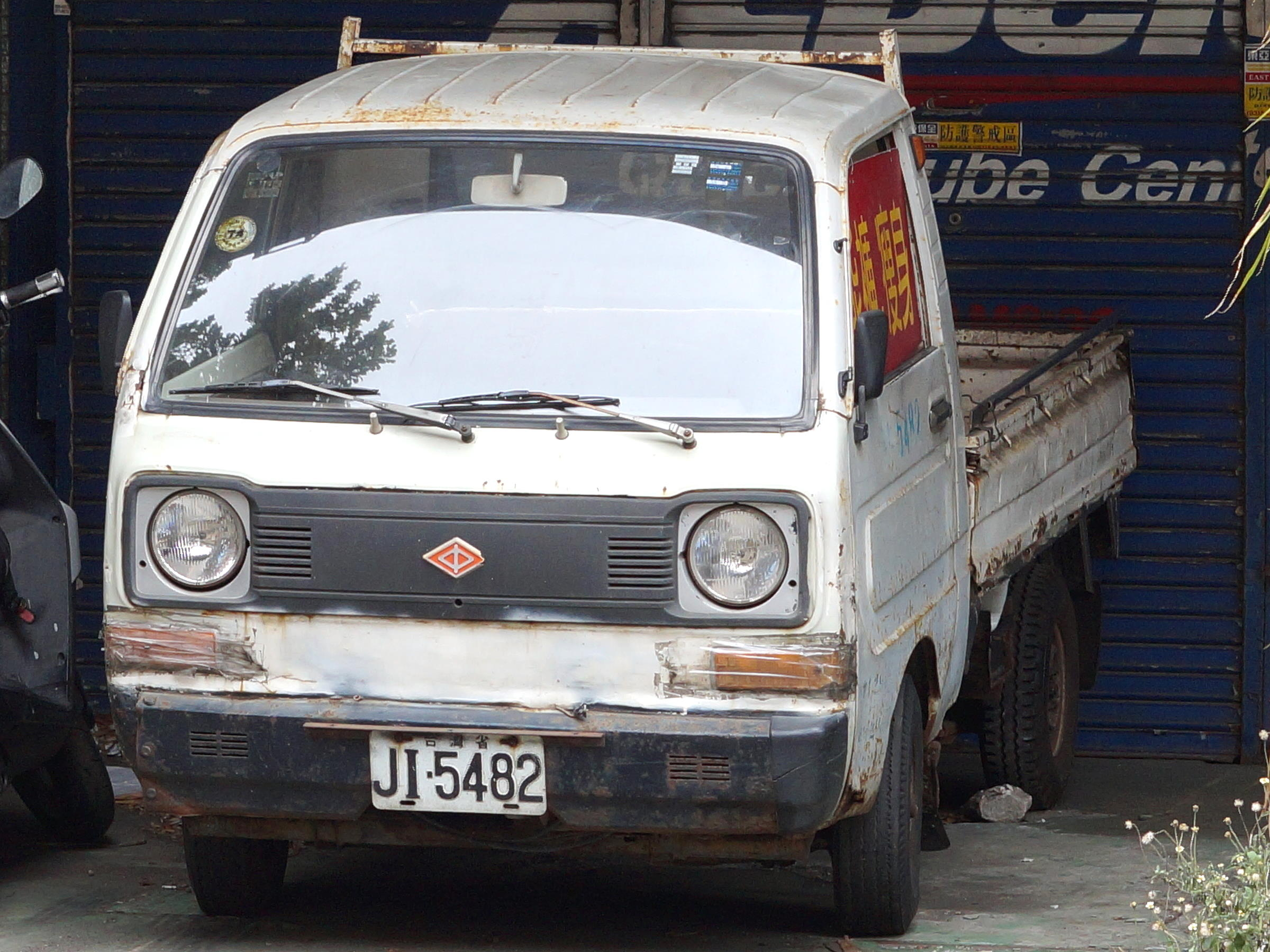
初代 百利トラック

## 2代目 百利（1985年 - 1988年）
4代目ミニキャブを中華汽車が現地生産したモデル。2代目から英語名が与えられVarica（バリカ）と呼ばれるようになった。エンジンは当時台湾で販売されていた中華・多利（英語：Towny）と同じ3G82型エンジンと4速M/Tが搭載されていた。

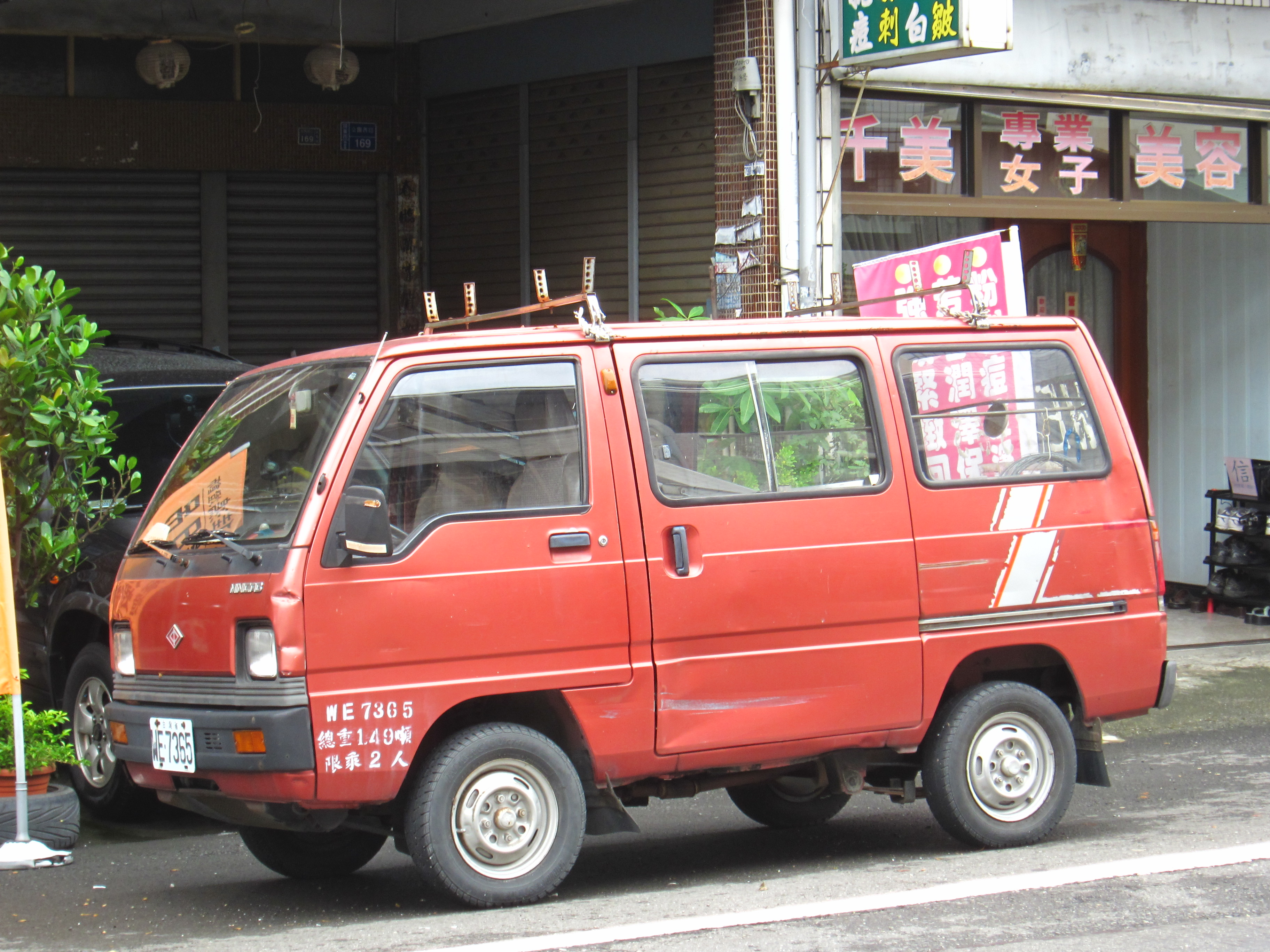
2代目 百利バン
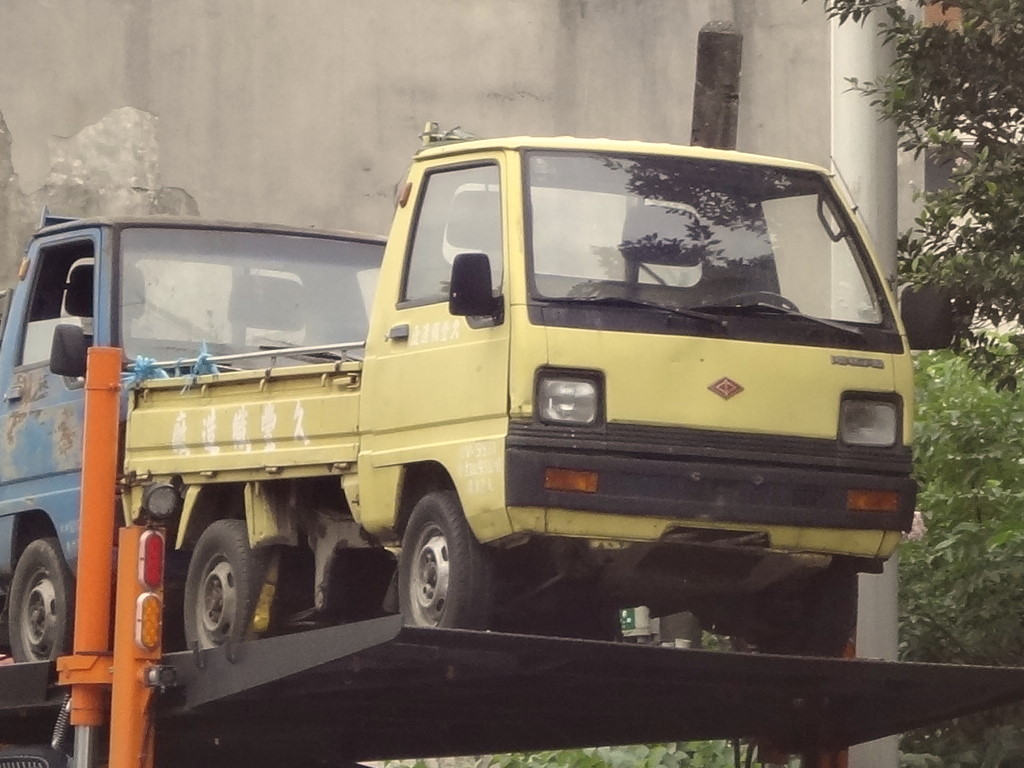
2代目 百利トラック

## バリカ（1988年 - 2007年）
- 1988年12月
  - 販売を開始した[5]。搭載するエンジンは3G82をベースに直列4気筒にした4G82エンジン。
- 1993年
  - マイナーチェンジを実施。中期型となりグリル及びヘッドライトの形状が変更された。
- 1994年
  - 柳州五菱汽車へCKD部品の輸出を開始した[1][6]。
- 1995年
  - 米国の産業用小型/特殊車両製造企業クッシュマンが米国国内向けに輸入を開始した[7][8]。
- 1998年
  - マイナーチェンジを実施。環境規制[9]により搭載エンジンが1.1ℓの4G82から1.2ℓの4A32へ変更された[10]。
- 2004年
  - インドのプレミア・オートモービル（英語版）が販売を開始。トラックモデルをロードスター、バンモデルをシグマの名称で販売された。[11][12][13]。58馬力のヒンドゥスタン・モーターズ製の2.0ℓディーゼルエンジンが搭載された[14]。
- 2005年10月
  - 後継のベリカと共に、中東諸国へ輸出し販売されると発表された[15][16]。
- 2007年末
  - 2008年に施行される環境規制及び衝突安全規制がクリアできないため、販売を終了[5]。

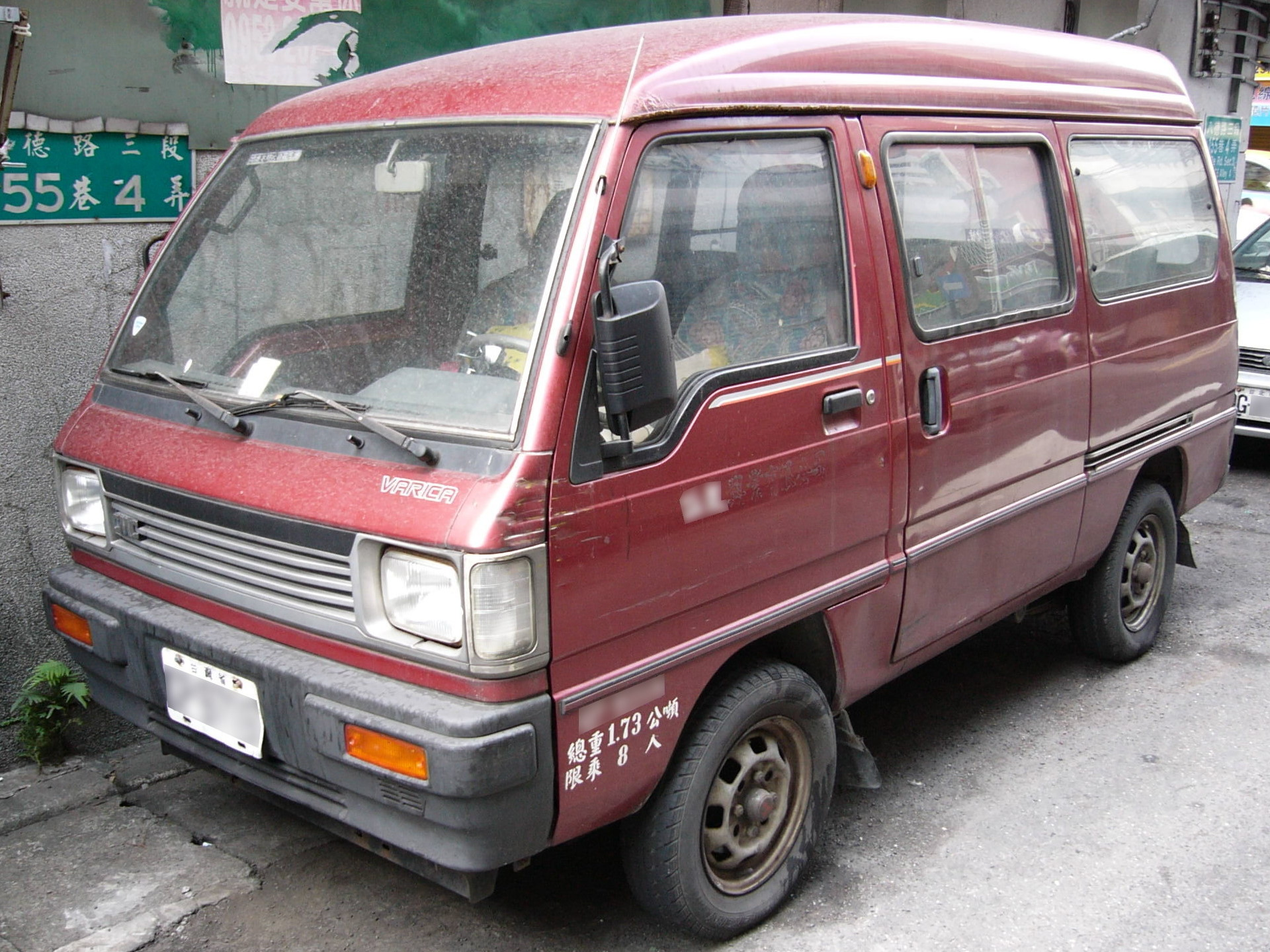
前期 威利バン
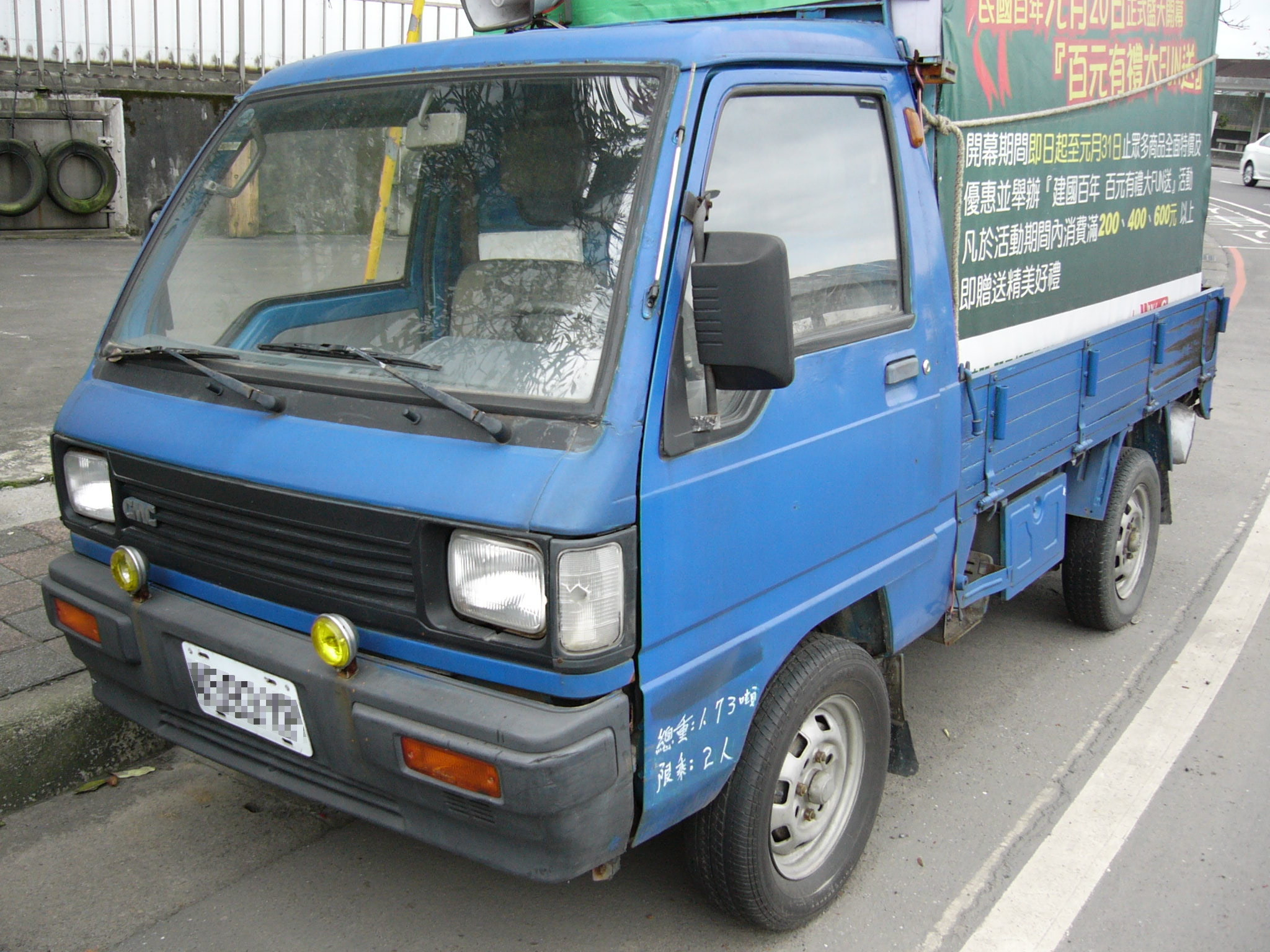
前期 威利トラック
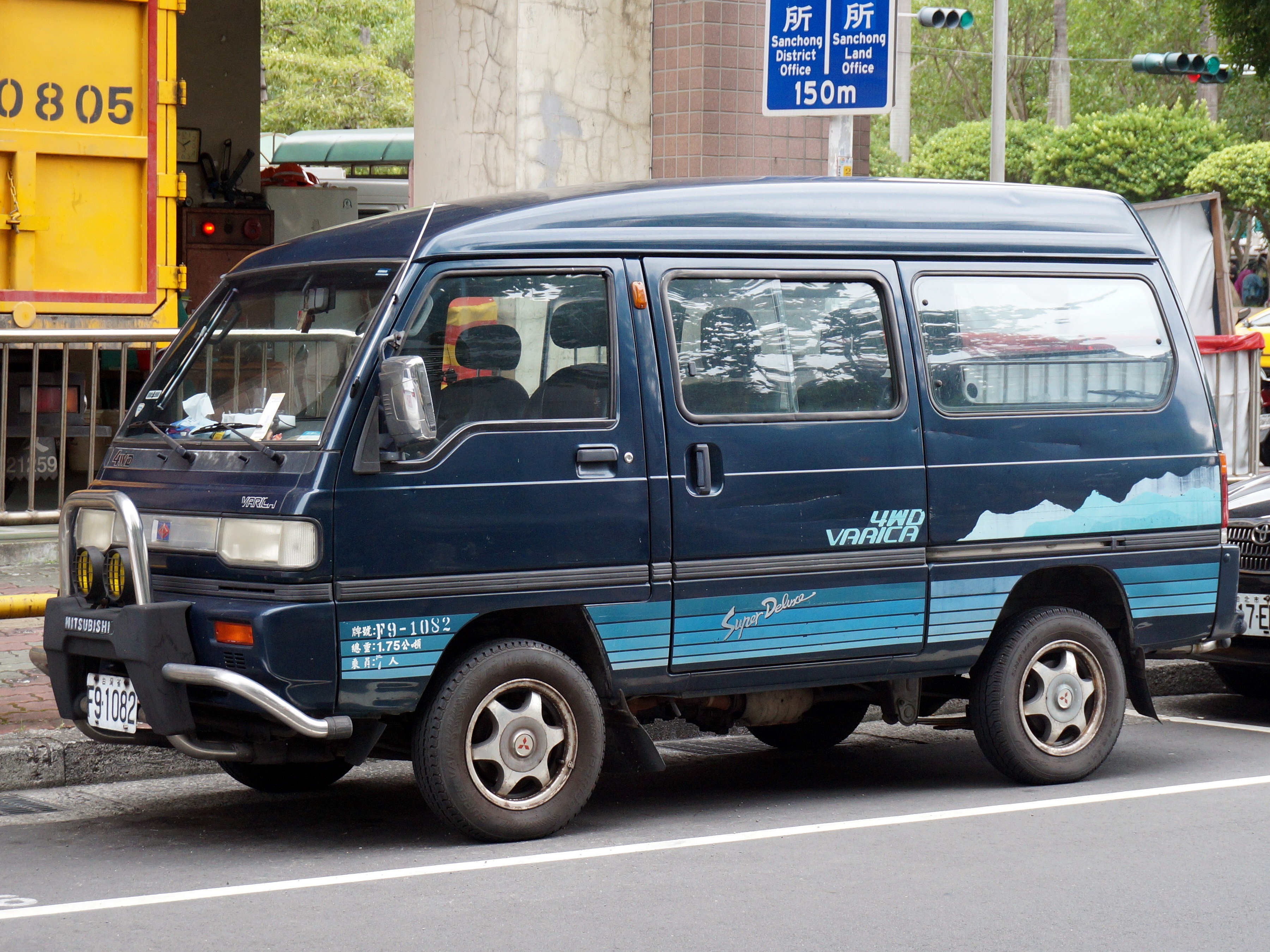
中期 威利バン
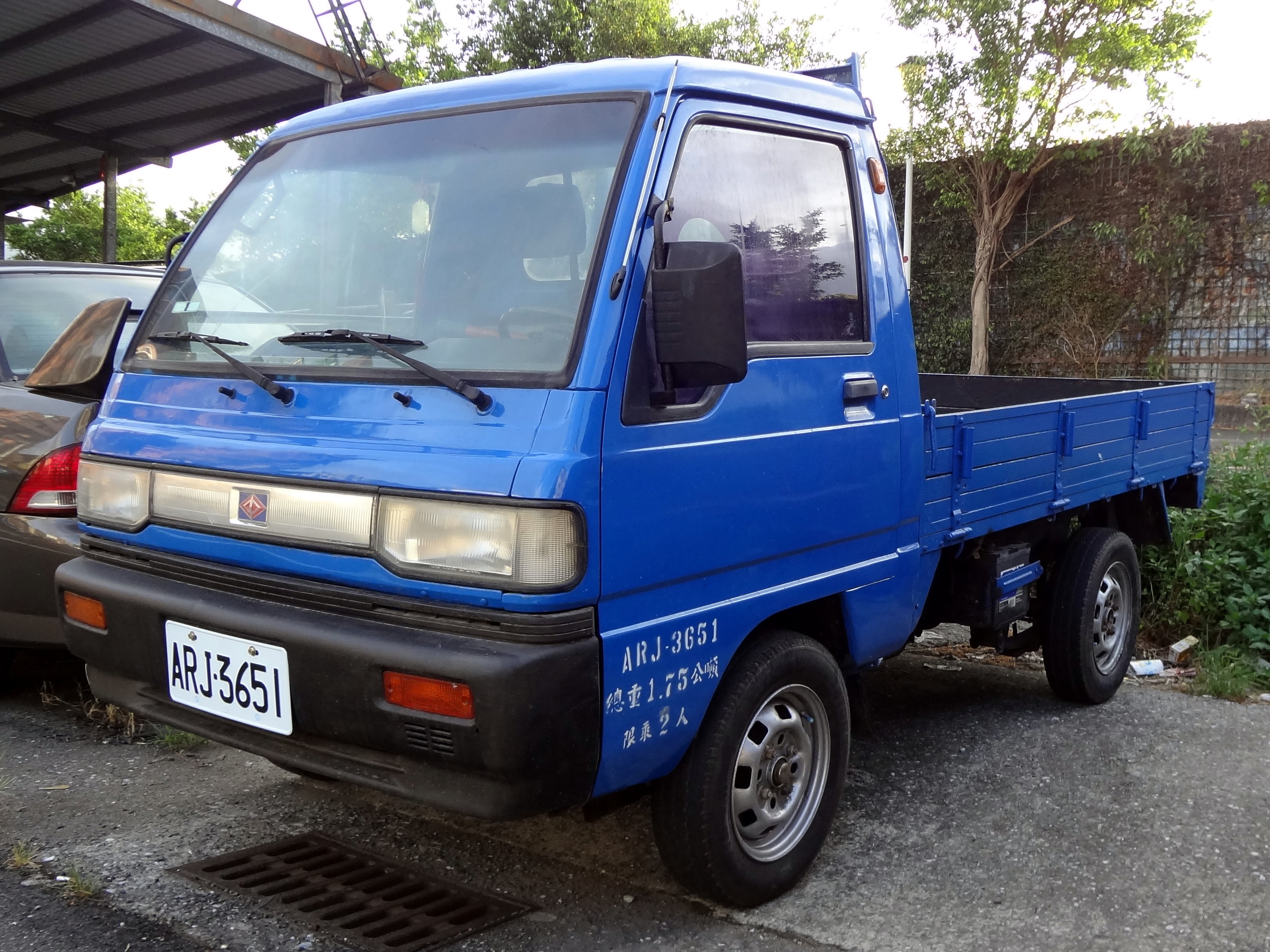
中期 威利トラック
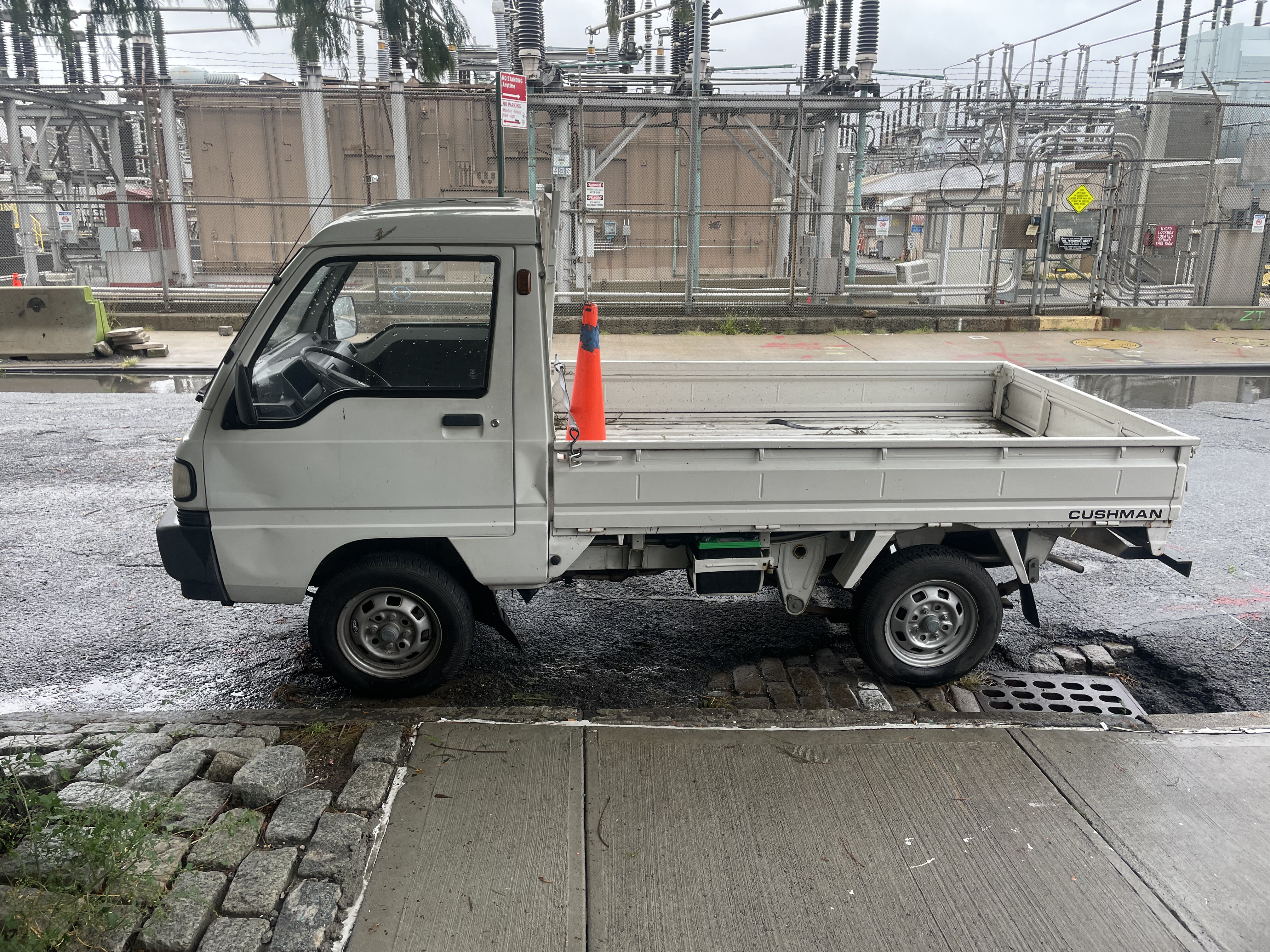
クッシュマン White Truck

### 注記
1. ↑  台湾で開発・製造された最初の自動車は裕隆汽車が販売した飛羚101。